# Tiofenolo
Il tiofenolo, o benzentiolo, o ancora mercaptobenzene, è un composto aromatico derivato dal benzene dove un atomo di idrogeno è stato sostituito con un gruppo solfidrilico -SH. Analogo strutturale ed isostero del fenolo, il tiofenolo rappresenta il tiolo aromatico strutturalmente più semplice, ed in quanto tale dà il nome alla classe dei tiofenoli, di cui è il capostipite. Il composto a temperatura ambiente appare come un liquido denso, incolore e dall'odore caratteristico, poco solubile in acqua e tetraclorometano ma ben miscibile con etanolo, dietiletere, benzene e disolfuro di carbonio. Viene utilizzato a livello industriale come intermedio di reazione nelle sintesi organiche.

## Sintesi
Il tiofenolo può essere ottenuto trattando il clorobenzene con acido solfidrico:
Ph-Cl + H2S → Ph-SH + HCl
Il tiofenolo può essere inoltre sintetizzato per riduzione del cloruro di benzensolfonile con polvere di zinco in ambiente acquoso acidificato con acido solforico:
Ph-SO2Cl → Ph-SH

## Reattività
Soluzioni a base di tiofenolo presentano un pH debolmente acido a causa dell'instaurarsi dell'equilibrio di dissociazione che vede la liberazione di un protone acido H+:
Ph-SH ⇄ Ph-S− + H+
Facendo reagire il tiofenolo con una base forte (ad esempio con l'idrossido di sodio) è possibile stabilizzare l'anione tiofenolato Ph-S− ed ottenere così i sali basici corrispondenti:
Ph-SH + NaOH → Ph-SNa + H2O

## Utilizzo
Il tiofenolo trova impiegato come intermedio di reazione nella sintesi di molecole organiche come coloranti, farmaci e pesticidi.